# Cresol (revista)
Cresol fue una revista española de periodicidad semestral sobre literatura en lengua valenciana publicada por la Sociedad de Filología Valenciana y la asociación Accio Bibliográfica Valenciana. Se comenzó a publicar en 1991.